# Radkov (ort i Tjeckien, Vysočina, lat 49,15, long 15,48)
Radkov är en ort i Tjeckien. Den ligger i regionen Vysočina, i den centrala delen av landet, 130 km sydost om huvudstaden Prag. Radkov ligger 486 meter över havet och antalet invånare är 240.
Terrängen runt Radkov är huvudsakligen platt. Radkov ligger nere i en dal. Runt Radkov är det ganska tätbefolkat, med 56 invånare per kvadratkilometer. Närmaste större samhälle är Telč, 4,6 km norr om Radkov. Trakten runt Radkov består till största delen av jordbruksmark.